# Склеп (рассказ)
«Склеп» (англ. The Tomb), «Гробница» или «Усыпальница» — рассказ американского писателя Говарда Филлипса Лавкрафта, написанный в июне 1917 года. Впервые был опубликован в 1922 году в журнале «The Vagrant». Рассказ считается первым, написанным взрослым Лавкрафтом. Позже рассказ вошел в сборник «Дагон и другие жуткие рассказы» (1986).

## Сюжет
Джервас Дадли рос мечтательным юношей в Бостоне, предположительно в XVII—XVIII веке. Он скрывался в царстве грёз, вдали от проблем реального мира. Дадли мог видеть необычные вещи и слышать голоса мёртвых. Он посещал лесную лощину, где танцевали Дриады при свете Луны. Эхо позабытого доисторического прошлого отдавалось в его зачарованном мозгу. Дадли посещал руины  особняка Хайд, что сгорел от удара молнии. В этом полускрытом доме смерти (англ. House of death) умер последний из рода Хайд, проводивший магические ритуалы.
В десять лет голос из леса позвал Дадли в склеп Хайдов. Он поклялся Богам рощи (англ. Gods of the grove), что проникнет в склеп и стал одержим идеей стать членом семьи Хайд. Дадли стал спать на кладбище. Доктор заключил, что у мальчика развилась мономания. Дадли проникся историей Тесея из Жизнеописания Плутарха, который должен был сдвинуть тяжелый камень, став взрослым.
Дадли спал у Темного портала склепа и узнал от мертвецов про Сквайра Брюстера, похороненного в 1711 году в склепе с эмблемой черепа и двух костей; и гробовщика Гудмэна Симпсона, укравшего у мертвеца сапоги. Дадли рассказал соседу про тайник в подвале, о котором никто не знал. Дадли узнал, что его мать состояла в отдаленном родстве с Хайд, а значит он является последним в роду Хайд.

В восемнадцать лет Дадли построил в лесу Сильванскую беседку (англ. Sylvan bower). Во сне ему явился человек, говорящий на диалекте первопоселенцев пуритан, и рассказал ему, что на чердаке спрятан ключ от склепа. Дадли отпер им склеп, словно, находясь под чарами. Войдя внутрь, он увидел яркий свет, что навсегда изменил Дадли. Он начал спать в гробу Джеффри Хайда, а его характер и манера речи изменились. Он пел старинные трактирные песни, рассказывал про Честерфилд и Родчестер, и прятался в подвале от грома. Детектив проследил за Дадли, но, по неясной причине, не стал говорить родителям про склеп. Дадли уверовал в то, что его защищает некая сила. Однажды Дадли услышал зов мертвых и пошел в особняк, куда Руководящий Демон манил его незримой рукой.       
Особняк, сто лет назад стертый с лица земли, восстал во всем великолепии. В окнах сияли многочисленные люстры. По длинной аллее, ведущей к парадному входу, катили кареты мелкопоместных дворян Бостона, обгоняя вереницы изысканных гостей в пудреных париках. Я смешался с этой толпой, хотя понимал, что принадлежу скорее к хозяевам, чем к гостям. В огромном зале гремела музыка, звучал веселый смех, и множество свечей бросали блики на бокалы с вином. Некоторые лица были мне смутно знакомы; я мог бы знать их и лучше, когда бы их черты не были отмечены печатью смерти и разложения. Богохульство изливалось из моих уст, а в отвратительных потоках речи я не обращал внимания на законы Бога, человека или природы. Внезапно ударил гром и дом объяло пламя. В панике от обрушившейся на них катастрофы все участники шабаша спасались бегством во мрак. И тут душа моя исполнилась новым ужасом: моя заживо сгоревшая дотла плоть прахом развеялась всеми четырьмя ветрами. Я потребую у смерти свое, пусть даже душа моя будет через века искать спасения, дабы вновь одеться плотью и обрести приют на пустующей мраморной плите в нише склепа. Джервас Хайд обязан сделать это, никогда не разделит он злосчастной участи Палинура!
Дадли очнулся в руинах особняка, когда фантом горящего дома рассеялся. Рядом лежала шкатулка с медальоном с изображением Джеффри Хайда, выглядевшим в точности как сам Дадли. Детектив сказал, что Дадли не входил в склеп, а просто спал рядом. В склепе обнаружили пустой гроб с именем Джервас. Дадли пообещали, что после его смерти он будет похоронен в этом гробу.

## Персонажи
- Джервас Дадли

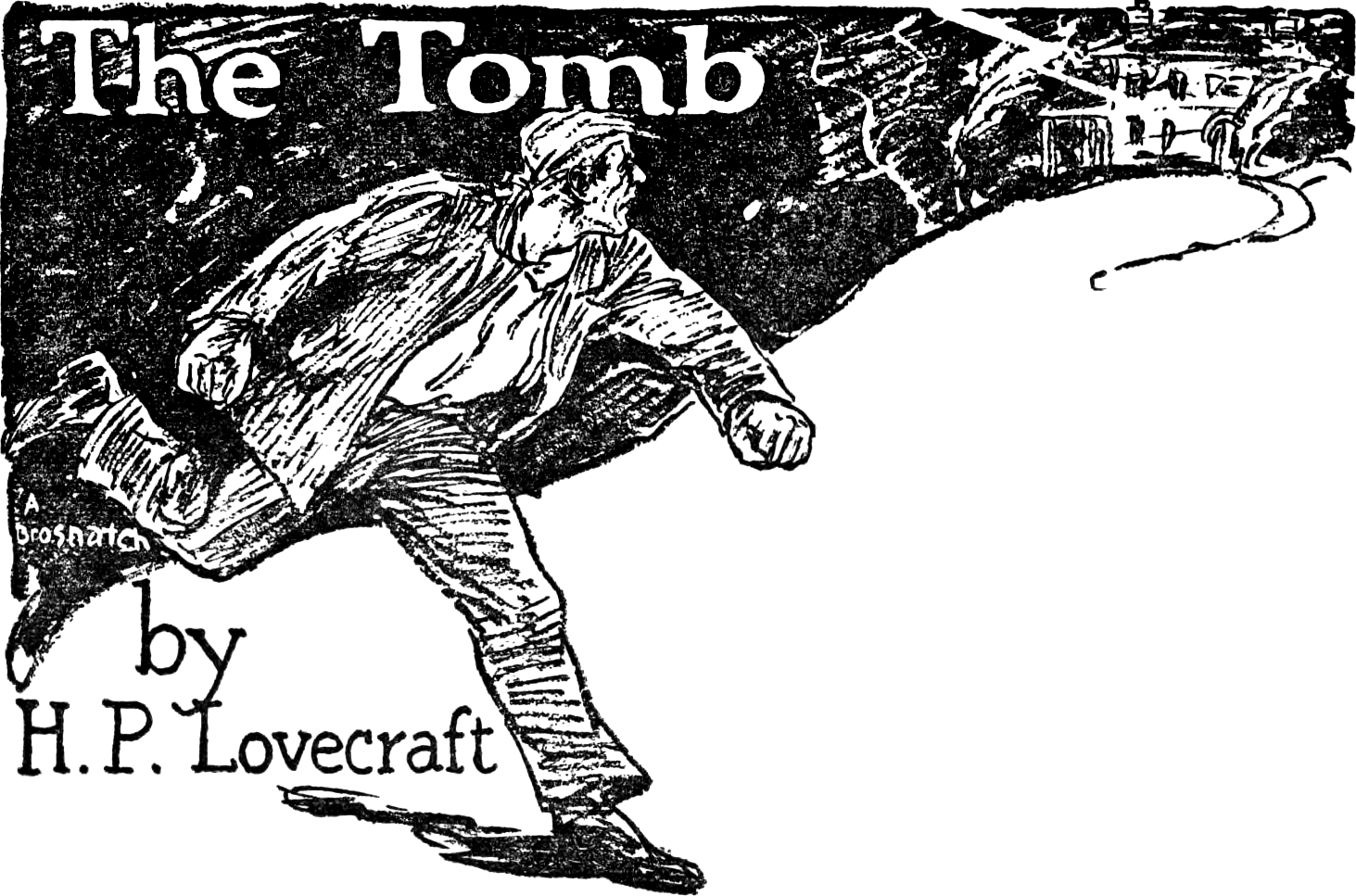
Weird Tales за январь 1926 года

Джервас Дадли (англ. Jervas Dudley) — отрешенный от жизни мечтатель. Материальное положение семьи освобождало его от забот. Весьма импульсивный склад характера отвращал Дадли от научных занятий и развлечений в кругу друзей. Предпочитал оставаться в царстве грез и видений, вдали от событий реального мира. Юность провел за чтением старинных книг и рукописей, гуляя по полям и лесам. Дадли мог видеть чудеса и слышать голоса мертвых, он поражал родителей подробностями из жизни умерших, что не мог знать никто из ныне живущих. Стал свидетелем полтергейста, увидев призраков из прошлого на званом вечере в прекрасном особняке. Дадли находился под воздействием магических чар, что наслал на него предок — Джеффри Хайд.
- Джеффри Хайд

Джеффри Хайд (англ. Sir Geoffrey Hyde) — прибыл из Суссекса в 1640 году и вскоре умер. Медальон с изображением Джеффри Хайда выглядел в точности как Джервас Дадли.

## Вдохновение
Лавкрафт написал этот рассказ в 27 лет, находясь под впечатлением от творчества Эдгара По, в частности, от романа «Падение дома Ашеров». Фраза: «могущественный демон поманил меня оттуда незримой рукой» напоминает фразу: «Неудержимая дрожь проникала в мое тело; и, наконец, мое сердце стиснул инкуб необъяснимой тревоги» из «Падения дома Ашеров». Фраза могла быть заимствована из мифологии Древнего Египта, которой был увлечен Эдгар По.

В религии Древнего Египта был обряд, когда человек спал в гробнице, чтобы во снах отправиться в Мир грез, как сновидец. В сне человек встречали умерших, духов, демонов и богов. Сюжет произведения похож на сказку про Хонсуемхеб и призрака:  
Человек провёл ночь у гробницы в фиванском некрополе, где он встретил беспокойного духа, который исполняет желания. Он рассказал об этом Верховному жрецу Хонсуемхебу и обратился к богам небес, богам земли, иного мира, чтобы просить духа о помощи. Дух рассказывает, что люди обещали восстановить его гробницу, но не сдержали обещания. Хонсуемхеб отправляет слуг восстановить гробницу и его саркофаг. 
В английской литературе часто описываются Иные миры, такие как «Мир фей» и «Страна богов». В готической литературе выделены такие элементы, как: Луна, Зов мертвых. древний особняк, эхо позабытого доисторического прошлого, далекое-далекое прошлое за пределами памяти, Боги рощи, отвратительная душа леса, старинные рукописи, черная магия, призраки, сверхъестественная молния и прочее.
Мрачный лес, полный сказочных существ, возможно, вдохновленный Арденским лесом или Шварцвальдом.

## Адаптации
В 2007 году был выпущен фильм «Могила (по Лавкрафту)», который, несмотря на название, не имеет ничего общего с рассказом. Сюжет фильма построен на классическом жанре фильмов ужасов и больше похож на фильмы «Пила».
В 1997 году Стивен Филип Джонс адаптировал рассказ в виде комикса с иллюстрациями Октавио Кариелло, что был опубликован Malibu Graphics. В 2016 он был переиздан издательством Caliber Comics и вошел в сборник Caliber HP Lovecraft Worlds.